# ケイティ・カーツマン
ケイティ・カーツマン（Katy Kurtzman、1965年9月16日 - ）は、アメリカ合衆国の女優。

## 出演作品
- ヒッチハイク・ギャル／危険な１７才
- サンゴ礁の美女救出作戦!!シャーク・ハンター
- アルプスの少女ハイジ　新しい冒険
- 大草原の小さな家